# 최상옥
최상옥(崔尙玉, 1928년 ~ 2015년 6월 16일)은 용수산 창업자이다.

## 참조
1. ↑  “최상옥”. 《Naver》. 2015년 7월 6일에 확인함.